# Albaniens U/18-fodboldlandshold
Albaniens U/-18 fodboldlandshold er Albaniens landshold for fodboldspillere, som er under 18 år. Landsholdet bliver administreret af Federata Shqiptare e Futbollit.